# Arianne Beckers
Arianne Beckers (22 maart 1989) is een Nederlandse atlete, die zich heeft toegelegd op de lange afstand.

## Loopbaan
In 2011 liep ze haar eerste marathon, de marathon van Rotterdam. Ze volbracht de 42,195 km in 3:38.48 en finishte als 50e bij de vrouwen. Een jaar later kwam zij op dezelfde marathon binnen als 46e vrouw in 3:23.11 en weer een jaar later, bij de marathon van Rotterdam in 2013, als 28e vrouw in 3:20.39.
In 2014 eindigde Beckers tijdens marathon van Eindhoven als vijftiende met een tijd van 3:05.36. Op 12 april 2015 lukte het haar tijdens de marathon van Rotterdam om voor de eerste maal binnen de drie uur te finishen. In 2:54.47 kwam zij als dertiende vrouw over de streep en aangezien aan deze marathon ditmaal het Nederlands kampioenschap marathon was verbonden, tevens als tweede in dit NK achter kampioene Miranda Boonstra.
Ze volgde de Verkorte officiersopleiding KMA en werd Kapitein-arts bij het Ministerie van Defensie.

## Persoonlijke records
| Afstand        | Prestatie | Datum         | Plaats    |
| -------------- | --------- | ------------- | --------- |
| halve marathon | 1:23.20   | 15 maart 2015 | Hapert    |
| marathon       | 2:54.47   | 12 april 2015 | Rotterdam |

## Palmares

### marathon
- 2011: 50e marathon van Rotterdam - 3:38.48
- 2012: 46e marathon van Rotterdam - 3:23.11
- 2013: 28e marathon van Rotterdam - 3:20.39
- 2014: 40e marathon van Rotterdam - 3:27.13
- 2014: 15e marathon van Eindhoven - 3:05.36
- 2015:  NK in Rotterdam - 2:54.47 (13e overall)